# Masasi (TC)
Masasi (TC) ist ein Stadt-Distrikt in der Region Mtwara in Tansania, rund 200 Kilometer westlich der Regionshauptstadt Mtwara. Er grenzt im Norden und im Süden an den Distrikt Masasi, im Osten an den Distrikt Newala und im Westen an den Distrikt Nanyumbu.

## Geographie

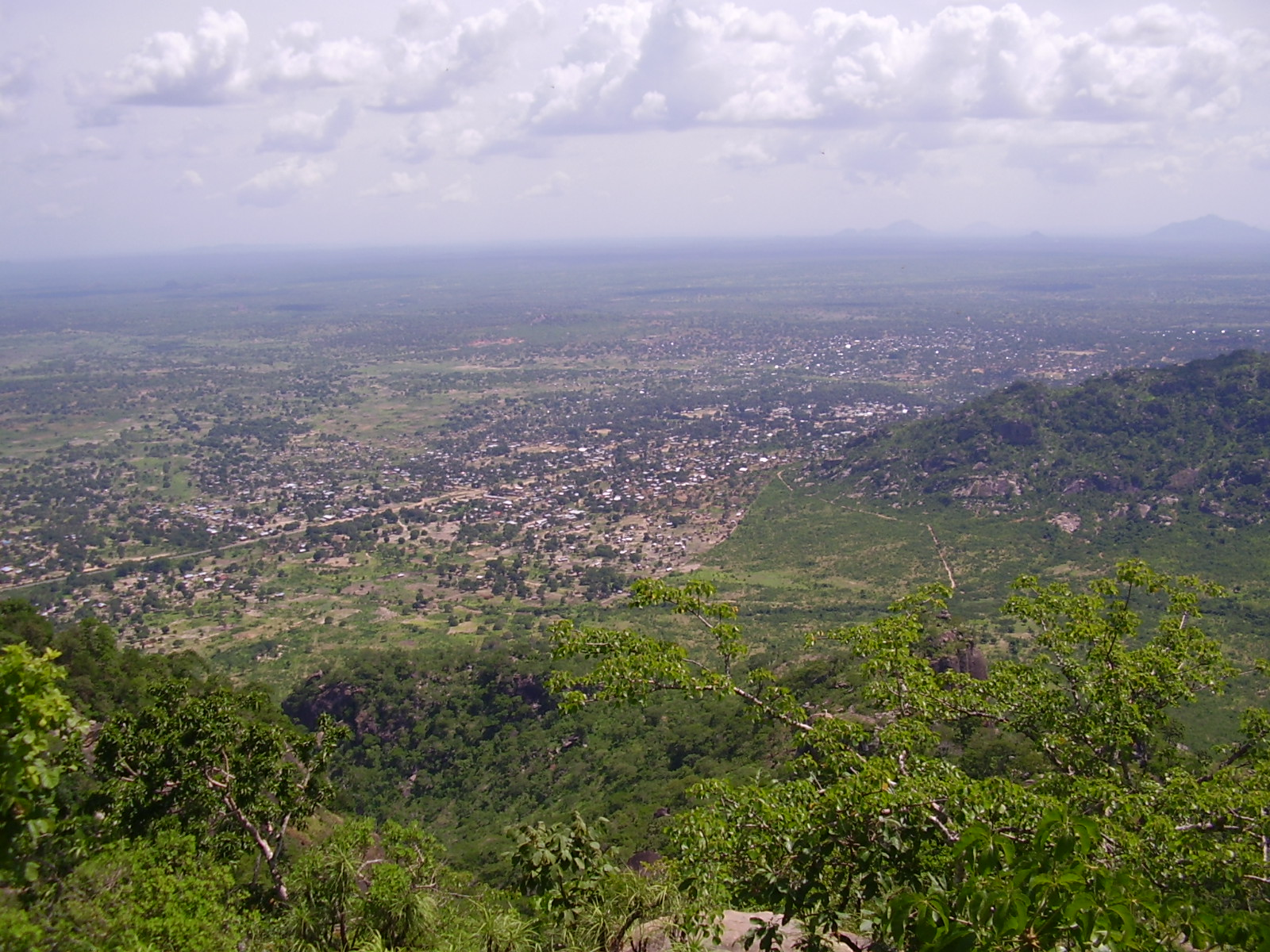
Blick auf die Stadt Masasi

### Lage
Masasi TC hat eine Fläche von 753 Quadratkilometer, bei der Volkszählung 2022 lebten 137.585 Einwohner im Distrikt. Das Land ist flach und liegt in einer Meereshöhe von rund 400 Meter, nur nördlich der Stadt Masasi ragen steile Berge auf, deren höchster ist 900 Meter hoch.

### Klima
Der Distrikt hat ein Steppenklima mit geringen Niederschlägen von rund 700 Millimeter Regen im Jahr. Mehr als 100 Millimeter fallen nur in den Monaten Dezember bis März, in der Zeit von Juni bis September regnet es kaum. Die Durchschnittstemperatur liegt zwischen 23 Grad Celsius im Juli und 27,1 Grad im November.

## Geschichte
Der Distrikt wurde im Juli 2012 durch die Abspaltung vom Distrikt Masasi gegründet.

## Verwaltungsgliederung
Masasi TC besteht aus dem einen Wahlkreis Kondoa Mjini, der sich in 14 Bezirke gliedert:
| Bezirk (Kata, Ward) | Einwohner 2016 | Volkszählung 2022 |
| ------------------- | -------------- | ----------------- |
| Chanikanguo         | 813            | 6.549             |
| Jida                | 8.650          | 11.027            |
| Marika              | 5.623          | 5.685             |
| Migongo             | 4.670          | 8.355             |
| Mkomaindo           | 4.232          | 7.429             |
| Mkuti               | 8.199          | 14.881            |
| Mtandi              | 4.198          | 9.848             |
| Mumbaka             | 6.113          | 6.291             |
| Matawale (Mwenge)   | 7.584          | 7.761             |
| Mwenge Mtapika      | 6.674          | 9.289             |
| Napupa              | 7.803          | 11.310            |
| Nyasa               | 7.285          | 12.820            |
| Sululu              | 10.371         | 12.578            |
| Temeke              | 12.126         | 13.762            |

## Einrichtungen und Dienstleistungen
- Bildung: Für die Bildung der Jugend stehen 35 Grundschulen und 10 weiterführende Schulen zur Verfügung.[6]
- Gesundheit: Im Distrikt befinden sich ein Krankenhaus und 6 Apotheken.[6]

## Wirtschaft und Infrastruktur
- Straße: Durch den Distrikt verläuft die Nationalstraße T6 von Mtwara nach Tunduru und weiter nach Songea. Der Abschnitt im Distrikt und bis Mtwara ist asphaltiert.[7]

- Flughafen: Westlich der Stadt Masasi liegt ein Flughafen mit dem IATA-Code XMI und dem ICAO-Code HTMI. Die Landebahn ist 1273 Meter lang.[8]